# Formule 1 in 2024

Formule 1 logo

Het Formule 1-seizoen 2024 was het 75ste Formule 1-seizoen. De "Formule 1", officieel het "FIA Formula One World Championship", is de hoogste klasse in de autosport zoals is bepaald door de Fédération Internationale de l'Automobile (FIA). Op 23 november behaalde Max Verstappen zijn vierde wereldtitel op rij bij de Grand Prix van Las Vegas. Op 8 december behaalde McLaren voor het eerst sinds 1998 de wereldtitel bij de constructeurs.

## Algemeen

### Technisch reglement
De achtste versie van het technisch reglement werd gepubliceerd op 17 oktober 2024.

#### Koeling
Naar aanleiding van de extreme temperaturen tijdens de Grand Prix van Qatar in 2023 heeft de F1-commissie (een orgaan dat bestaat uit vertegenwoordigers van de FIA, alle Formule 1-teams en de Formule 1 zelf) goedkeuring gegeven om een zogeheten scoop in de auto te plaatsen om de koeling van de coureur te verbeteren zoals vermeld in sectie 3.6.5 van het technisch reglement.

#### Bandenwarmers
De F1-commissie heeft besloten dat bandenwarmers voorlopig niet worden verboden. Er is ook besloten dat de Formule 1 vast zal houden aan de standaard dertien sets banden per auto per raceweekend.

#### Vloer
In sectie 3.16.4 van het nieuwste technisch reglement wordt beschreven waar metalen componenten in de vloer wel of niet gebruikt mogen worden.

#### Ontwikkeling auto
De Formule 1 stapt vanaf 2026 over op een nieuw technisch en motorisch reglement en introduceert een nieuwe generatie auto's. Om te voorkomen dat teams jaren vooruit gaan werken en zo een oneerlijke voorsprong ontwikkelen, heeft de F1-commissie besloten dat er pas vanaf 1 januari 2025 aan de auto voor 2026 gewerkt mag worden.

### Sportief reglement
De zevende versie van het sportief reglement werd gepubliceerd op 31 juli 2024. Eerder werden onder andere aanpassingen over de zichtbaarheid van het wagennummer en een aanpassing over een valse start beschreven. In de nieuwste versie is artikel 101.10 erbij gekomen over het testen met mule cars. Dat is in wezen een wagen met een aangepast chassis voor testdoeleinden. Deze auto's worden uitgebreid aangepast om toekomstige wijzigingen in de regelgeving na te bootsen, wat betekent dat ze aanzienlijk kunnen afwijken van hun oorspronkelijke specificaties.

#### Sprint
De sprint zal dit seizoen net als in 2023 bij zes Grands Prix (China, Miami, Oostenrijk, Verenigde Staten, São Paulo en Qatar) worden verreden.
De F1-commissie is akkoord gegaan met een aanpassing van de opzet van de sprint in 2024. De F1-commissie vindt dat de sprintactiviteiten beter gescheiden moeten worden van de sessies voor de Grand Prix. Op 5 februari werd bekendgemaakt dat de sprintkwalificatie plaats zal gaan vinden op vrijdagmiddag/avond, na de eerste training. Op zaterdag wordt de dag begonnen met de sprint, gevolgd door de kwalificatie voor de Grand Prix. De kwalificatie keert dus terug op de zaterdag net zoals tijdens een normaal Formule 1-weekeinde. De hoofdrace wordt verreden op de zondag.
Er zal net als in 2023 een korte kwalificatie zijn voor de sprint: SQ1 duurt 12 minuten met 20 coureurs, SQ2 duurt 10 minuten met 15 coureurs en SQ3 duurt 8 minuten met 10 coureurs. Voor de Sprint zelf verdienen de eerste acht coureurs punten: Er zijn 8 punten voor de winnaar, 7 punten voor de nummer twee en zo door tot 1 punt voor nummer acht.

### DRS
De regels voor het gebruik van DRS in Grands Prix zijn iets aangepast. Coureurs mogen DRS nu al gebruiken na één ronde na een racestart, safety car herstart of herstart na een rode vlag situatie, één ronde eerder dan in voorgaande seizoenen. Dit werd getest tijdens de sprints van 2023.

### Financieel reglement
De laatste bijgewerkte versie van het financiële technisch reglement werd gepubliceerd op 11 december 2024. Het budgetplafond voor 2024 is bepaald op 135 miljoen dollar voor 21 races. Voor elke race meer of minder gereden wordt een correctie van 1,8 miljoen dollar toegepast. Als een geplande race wordt geannuleerd, wordt de mindering van het budget van 1,8 miljoen dollar alleen toegepast als de race minstens 3 maanden voor de geplande datum wordt geannuleerd. In het financieel reglement wordt beschreven welke kosten onder het budgetplafond vallen en welke hierbuiten vallen.

## Kalender

Landen die in 2024 een Grand Prix organiseren zijn getoond in het groen, voormalige organiserende landen zijn getoond in het donkergrijs.

Op 5 juli 2023 werd de kalender officieel bekendgemaakt. Er wordt een record aantal wedstrijden gereden in 2024, met 24 races op de kalender.
| GP nr. | Ronde | Grand Prix                 | Circuit                                      | Plaats                  | Datum        |
| ------ | ----- | -------------------------- | -------------------------------------------- | ----------------------- | ------------ |
| 1102   | 1     | GP van Bahrein             | Bahrain International Circuit                | Sakhir                  | 2 maart      |
| 1103   | 2     | GP van Saoedi-Arabië       | Jeddah Corniche Circuit                      | Jeddah                  | 9 maart      |
| 1104   | 3     | GP van Australië           | Albert Park Circuit                          | Melbourne               | 24 maart     |
| 1105   | 4     | GP van Japan               | Suzuka International Racing Course           | Suzuka                  | 7 april      |
| 1106   | 5     | GP van China               | Shanghai International Circuit               | Shanghai                | 21 april     |
| 1107   | 6     | GP van Miami               | Miami International Autodrome                | Miami Gardens (Florida) | 5 mei        |
| 1108   | 7     | GP van Emilia-Romagna      | Autodromo Internazionale Enzo e Dino Ferrari | Imola, Italië           | 19 mei       |
| 1109   | 8     | GP van Monaco              | Circuit de Monaco                            | Monaco                  | 26 mei       |
| 1110   | 9     | GP van Canada              | Circuit Gilles Villeneuve                    | Montréal (Quebec)       | 9 juni       |
| 1111   | 10    | GP van Spanje              | Circuit de Barcelona-Catalunya               | Montmeló                | 23 juni      |
| 1112   | 11    | GP van Oostenrijk          | Red Bull Ring                                | Spielberg               | 30 juni      |
| 1113   | 12    | GP van Groot-Brittannië    | Silverstone Circuit                          | Silverstone             | 7 juli       |
| 1114   | 13    | GP van Hongarije           | Hungaroring                                  | Mogyoród                | 21 juli      |
| 1115   | 14    | GP van België              | Circuit de Spa-Francorchamps                 | Stavelot                | 28 juli      |
| 1116   | 15    | GP van Nederland           | Circuit Zandvoort                            | Zandvoort               | 25 augustus  |
| 1117   | 16    | GP van Italië              | Autodromo Nazionale di Monza                 | Monza                   | 1 september  |
| 1118   | 17    | GP van Azerbeidzjan        | Baku City Circuit                            | Bakoe                   | 15 september |
| 1119   | 18    | GP van Singapore           | Marina Bay Street Circuit                    | Singapore               | 22 september |
| 1120   | 19    | GP van de Verenigde Staten | Circuit of The Americas                      | Austin (Texas)          | 20 oktober   |
| 1121   | 20    | GP van Mexico-Stad         | Autódromo Hermanos Rodríguez                 | Mexico-Stad             | 27 oktober   |
| 1122   | 21    | GP van São Paulo           | Autódromo José Carlos Pace                   | São Paulo, Brazilië     | 3 november   |
| 1123   | 22    | GP van Las Vegas           | Las Vegas Street Circuit                     | Las Vegas (Nevada)      | 23 november  |
| 1124   | 23    | GP van Qatar               | Losail International Circuit                 | Lusail                  | 1 december   |
| 1125   | 24    | GP van Abu Dhabi           | Yas Marina Circuit                           | Yas                     | 8 december   |

### Kalenderwijzigingen in 2024
- De Grand Prix van Bahrein wordt op een zaterdag verreden om genoeg tijd te hebben tussen de eerste en tweede race dit seizoen.
- De Grand Prix van Saoedi-Arabië wordt op een zaterdag in plaats van op een zondag gereden vanwege de ramadan, die op zondag 10 maart begint.
- De Grand Prix van Japan werd verplaatst van september naar april om de efficiëntie van het vrachttransport te verbeteren. Vracht kan van Australië naar Japan en vervolgens naar China worden vervoerd.
- De Grand Prix van China keerde, na een afwezigheid van vier jaar vanwege de nog geldende coronamaatregelen, weer terug op de kalender.
- De Grand Prix van Emilia-Romagna keerde, na een jaar afwezigheid door overstromingen in de regio, weer terug op de kalender.
- De Grand Prix van Canada en de Grand Prix van Spanje verwisselden van plaats op de kalender.
- De Grand Prix van Azerbeidzjan werd verplaatst van april naar september om de efficiëntie van het vrachttransport te verbeteren.
- De Grand Prix van Qatar werd verplaatst van oktober naar december om de efficiëntie van het vrachttransport te verbeteren. De laatste race is namelijk vlakbij in Abu Dhabi.
- De Grand Prix van Rusland had een Formule 1-contract voor 2024.[13] Het was de bedoeling dat de Grand Prix gereden zou worden op het Igora Drive circuit gelegen bij de plaats Novozhilovo.[14] Vanwege de Russische invasie van Oekraïne werd het contract echter op 3 maart 2022 opgezegd.[15]

### Testsessie
Voor het seizoen werd er één wintertestsessie gehouden van 21 tot en met 23 februari 2024 op het Bahrain International Circuit in Sakhir, Bahrein.

### Autopresentaties
| Constructeur               | Chassis  | Presentatiedatum | Presentatielocatie |
| -------------------------- | -------- | ---------------- | ------------------ |
| Haas-Ferrari               | VF-24    | 2 februari 2024  | Online             |
| Williams-Mercedes          | FW46     | 5 februari 2024  | New York           |
| Sauber-Ferrari             | C44      | 5 februari 2024  | Londen             |
| Alpine-Renault             | A524     | 7 februari 2024  | Enstone            |
| RB-Honda RBPT              | VCARB 01 | 8 februari 2024  | Las Vegas          |
| Aston Martin-Mercedes      | AMR24    | 12 februari 2024 | Silverstone        |
| Ferrari                    | SF-24    | 13 februari 2024 | Online             |
| McLaren-Mercedes           | MCL38    | 14 februari 2024 | Silverstone        |
| Mercedes                   | W15      | 14 februari 2024 | Silverstone        |
| Red Bull Racing-Honda RBPT | RB20     | 15 februari 2024 | Milton Keynes      |
| Bron: FIA                  |          |                  |                    |

## Ingeschreven teams en coureurs
De volgende teams en coureurs nemen deel aan het FIA Wereldkampioenschap F1 in 2024. Alle teams rijden met banden van Pirelli. Elk team moet minstens twee rijders inschrijven: een voor elk van de twee verplichte wagens. Gedurende het seizoen mogen er per team maximaal vier verschillende coureurs aan wedstrijden deelnemen.

De coureurs die meedoen zijn dezelfde als die in de tweede helft van het seizoen 2023, met als enige verandering ten opzichte van de coureurs die begin 2023 gecontracteerd waren Daniel Ricciardo die Nyck de Vries verving bij het voormalige AlphaTauri-team in de aanloop naar de GP van Hongarije 2023.
| Inschrijving                           | Constructeur                 | Chassis  | Motor                             | Nr. | Coureur          | Ronde      | Nr. | Coureur vrije training | Ronde  |
| -------------------------------------- | ---------------------------- | -------- | --------------------------------- | --- | ---------------- | ---------- | --- | ---------------------- | ------ |
| BWT Alpine F1 Team                     | Alpine-Renault               | A524     | Renault E-Tech RE24               | 10  | Pierre Gasly     | Alle       | 61  | Jack Doohan            | 12     |
| BWT Alpine F1 Team                     | Alpine-Renault               | A524     | Renault E-Tech RE24               | 31  | Esteban Ocon     | 1–23       | 61  | Jack Doohan            | 9      |
| BWT Alpine F1 Team                     | Alpine-Renault               | A524     | Renault E-Tech RE24               | 61  | Jack Doohan      | 24         |     |                        |        |
| Aston Martin Aramco Formula One Team   | Aston Martin Aramco-Mercedes | AMR24    | Mercedes-AMG F1 M15 E Performance | 14  | Fernando Alonso  | Alle       | 34  | Felipe Drugovich       | 20     |
| Aston Martin Aramco Formula One Team   | Aston Martin Aramco-Mercedes | AMR24    | Mercedes-AMG F1 M15 E Performance | 18  | Lance Stroll     | Alle       | 34  | Felipe Drugovich       | 24     |
| Scuderia Ferrari HP                    | Ferrari                      | SF-24    | Ferrari 066/12                    | 16  | Charles Leclerc  | Alle       | 38  | Oliver Bearman         | 20     |
| Scuderia Ferrari HP                    | Ferrari                      | SF-24    | Ferrari 066/12                    | 55  | Carlos Sainz jr. | Alle       | 39  | Arthur Leclerc         | 24     |
| Scuderia Ferrari HP                    | Ferrari                      | SF-24    | Ferrari 066/12                    | 38  | Oliver Bearman   | 2          |     |                        |        |
| MoneyGram Haas F1 Team                 | Haas-Ferrari                 | VF-24    | Ferrari 066/10                    | 20  | Kevin Magnussen  | 1–16 18–24 | 50  | Oliver Bearman         | 7, 12  |
| MoneyGram Haas F1 Team                 | Haas-Ferrari                 | VF-24    | Ferrari 066/10                    | 27  | Nico Hülkenberg  | Alle       | 50  | Oliver Bearman         | 10, 13 |
| MoneyGram Haas F1 Team                 | Haas-Ferrari                 | VF-24    | Ferrari 066/10                    | 50  | Oliver Bearman   | 17, 21     |     |                        |        |
| Stake F1 Team Kick Sauber              | Kick Sauber-Ferrari          | C44      | Ferrari 066/12                    | 24  | Zhou Guanyu      | Alle       | 97  | Robert Shwartzman      | 20     |
| Stake F1 Team Kick Sauber              | Kick Sauber-Ferrari          | C44      | Ferrari 066/12                    | 77  | Valtteri Bottas  | Alle       | 97  | Robert Shwartzman      | 15     |
| McLaren Formula 1 Team                 | McLaren-Mercedes             | MCL38    | Mercedes-AMG F1 M15 E Performance | 4   | Lando Norris     | Alle       | 29  | Patricio O'Ward        | 20     |
| McLaren Formula 1 Team                 | McLaren-Mercedes             | MCL38    | Mercedes-AMG F1 M15 E Performance | 81  | Oscar Piastri    | Alle       | 28  | Ryō Hirakawa           | 24     |
| Mercedes-AMG PETRONAS Formula One Team | Mercedes                     | W15      | Mercedes-AMG F1 M15 E Performance | 44  | Lewis Hamilton   | Alle       | 12  | Kimi Antonelli         | 20     |
| Mercedes-AMG PETRONAS Formula One Team | Mercedes                     | W15      | Mercedes-AMG F1 M15 E Performance | 63  | George Russell   | Alle       | 12  | Kimi Antonelli         | 16     |
| Visa Cash App RB Formula One Team      | RB-Honda RBPT                | VCARB 01 | Honda RBPTH002                    | 3   | Daniel Ricciardo | 1–18       | 40  | Ayumu Iwasa            | 4      |
| Visa Cash App RB Formula One Team      | RB-Honda RBPT                | VCARB 01 | Honda RBPTH002                    | 22  | Yuki Tsunoda     | Alle       | 40  | Ayumu Iwasa            | 24     |
| Visa Cash App RB Formula One Team      | RB-Honda RBPT                | VCARB 01 | Honda RBPTH002                    | 30  | Liam Lawson      | 19–23      |     |                        |        |
| Oracle Red Bull Racing                 | Red Bull Racing-Honda RBPT   | RB20     | Honda RBPTH002                    | 1   | Max Verstappen   | Alle       | 37  | Isack Hadjar           | 24     |
| Oracle Red Bull Racing                 | Red Bull Racing-Honda RBPT   | RB20     | Honda RBPTH002                    | 11  | Sergio Pérez     | Alle       | 37  | Isack Hadjar           | 12     |
| Williams Racing                        | Williams-Mercedes            | FW46     | Mercedes-AMG F1 M15 E Performance | 2   | Logan Sargeant   | 1–15       | 45  | Franco Colapinto       | 12–13  |
| Williams Racing                        | Williams-Mercedes            | FW46     | Mercedes-AMG F1 M15 E Performance | 23  | Alexander Albon  | Alle       | 46  | Luke Browning          | 24     |
| Williams Racing                        | Williams-Mercedes            | FW46     | Mercedes-AMG F1 M15 E Performance | 43  | Franco Colapinto | 16–24      |     |                        |        |
| Bron: FIA                              |                              |          |                                   |     |                  |            |     |                        |        |

### Veranderingen bij de teams in 2024
- Alfa Romeo beëindigde de samenwerking met Sauber en verlaat de Formule 1 nu het Sauber-team zich als "Stake F1 Team Kick Sauber" voorbereidt om in 2026 het fabrieksteam van Audi te worden.[59][60] De nieuwe naam voor het seizoen van 2024 is 'Stake F1 Team', maar de officiële naam is en blijft de lange naam.[91]
- AlphaTauri kreeg de nieuwe naam "Visa Cash App RB Formula One Team" naar aanleiding van een managementherstructurering.[92]
- Aston Martin kreeg de gewijzigde naam "Aston Martin Aramco F1 Team", aangezien Cognizant niet langer de hoofdsponsor is.[37]

### Veranderingen bij de coureurs in 2024

#### Tijdens het seizoen
- Tijdens de Grand Prix van Saoedi-Arabië werd Carlos Sainz jr., vanwege een blindedarmontsteking, vervangen door Oliver Bearman bij het team van Ferrari.[50]
- Tijdens de Grand Prix van Azerbeidzjan werd Kevin Magnussen vervangen door Oliver Bearman bij het team van Haas na een schorsing van één race als gevolg van het overschrijden van de limiet van strafpunten.[93]
- Tijdens de Grand Prix van São Paulo mocht Oliver Bearman voor de tweede keer Kevin Magnussen vervangen bij het team van Haas. Dit keer omdat Magnussen door ziekte verhinderd werd.[94]
- Vanaf de Grand Prix van Italië werd Logan Sargeant vervangen door Franco Colapinto bij het team Williams.[88]
- Vanaf de Grand Prix van de Verenigde Staten werd Daniel Ricciardo vervangen door Liam Lawson bij het team RB.[95][78]
- Jack Doohan heeft zijn eerste Formule 1-race gereden in de Grand Prix van Abu Dhabi waar Esteban Ocon per direct voor hem plaats moest maken.[36]

## Resultaten en klassement

### Grands Prix
| Ronde | Grand Prix                            | Poleposition     | Snelste ronde    | Winnende coureur | Winnende constructeur      | Verslag | WK-leider | Tweede | Voorsprong |
| ----- | ------------------------------------- | ---------------- | ---------------- | ---------------- | -------------------------- | ------- | --------- | ------ | ---------- |
| 1     | GP van Bahrein                        | Max Verstappen   | Max Verstappen   | Max Verstappen   | Red Bull Racing-Honda RBPT | Verslag | VER       | PER    | 8          |
| 2     | GP van Saoedi-Arabië                  | Max Verstappen   | Charles Leclerc  | Max Verstappen   | Red Bull Racing-Honda RBPT | Verslag | VER       | PER    | 15         |
| 3     | GP van Australië                      | Max Verstappen   | Charles Leclerc  | Carlos Sainz jr. | Ferrari                    | Verslag | VER       | LEC    | 4          |
| 4     | GP van Japan                          | Max Verstappen   | Max Verstappen   | Max Verstappen   | Red Bull Racing-Honda RBPT | Verslag | VER       | PER    | 13         |
| 5     | GP van China +Sprint *1               | Max Verstappen   | Fernando Alonso  | Max Verstappen   | Red Bull Racing-Honda RBPT | Verslag | VER       | PER    | 25         |
| 6     | GP van Miami +Sprint *1               | Max Verstappen   | Oscar Piastri    | Lando Norris     | McLaren-Mercedes           | Verslag | VER       | PER    | 33         |
| 7     | GP van Emilia-Romagna                 | Max Verstappen   | George Russell   | Max Verstappen   | Red Bull Racing-Honda RBPT | Verslag | VER       | LEC    | 48         |
| 8     | GP van Monaco                         | Charles Leclerc  | Lewis Hamilton   | Charles Leclerc  | Ferrari                    | Verslag | VER       | LEC    | 31         |
| 9     | GP van Canada                         | George Russell   | Lewis Hamilton   | Max Verstappen   | Red Bull Racing-Honda RBPT | Verslag | VER       | LEC    | 56         |
| 10    | GP van Spanje                         | Lando Norris     | Lando Norris     | Max Verstappen   | Red Bull Racing-Honda RBPT | Verslag | VER       | NOR    | 69         |
| 11    | GP van Oostenrijk +Sprint *1          | Max Verstappen   | Fernando Alonso  | George Russell   | Mercedes                   | Verslag | VER       | NOR    | 81         |
| 12    | GP van Groot-Brittannië               | George Russell   | Carlos Sainz jr. | Lewis Hamilton   | Mercedes                   | Verslag | VER       | NOR    | 84         |
| 13    | GP van Hongarije                      | Lando Norris     | George Russel    | Oscar Piastri    | McLaren-Mercedes           | Verslag | VER       | NOR    | 76         |
| 14    | GP van België                         | Charles Leclerc  | Sergio Pérez     | Lewis Hamilton   | Mercedes                   | Verslag | VER       | NOR    | 78         |
| 15    | GP van Nederland                      | Lando Norris     | Lando Norris     | Lando Norris     | McLaren-Mercedes           | Verslag | VER       | NOR    | 70         |
| 16    | GP van Italië                         | Lando Norris     | Lando Norris     | Charles Leclerc  | Ferrari                    | Verslag | VER       | NOR    | 62         |
| 17    | GP van Azerbeidzjan                   | Charles Leclerc  | Lando Norris     | Oscar Piastri    | McLaren-Mercedes           | Verslag | VER       | NOR    | 59         |
| 18    | GP van Singapore                      | Lando Norris     | Daniel Ricciardo | Lando Norris     | McLaren-Mercedes           | Verslag | VER       | NOR    | 52         |
| 19    | GP van de Verenigde Staten +Sprint *1 | Lando Norris     | Esteban Ocon     | Charles Leclerc  | Ferrari                    | Verslag | VER       | NOR    | 57         |
| 20    | GP van Mexico-Stad                    | Carlos Sainz jr. | Charles Leclerc  | Carlos Sainz jr. | Ferrari                    | Verslag | VER       | NOR    | 47         |
| 21    | GP van São Paulo +Sprint *2           | Lando Norris     | Max Verstappen   | Max Verstappen   | Red Bull Racing-Honda RBPT | Verslag | VER       | NOR    | 62         |
| 22    | GP van Las Vegas                      | George Russell   | Lando Norris     | George Russell   | Mercedes                   | Verslag | VER       | NOR    | 63         |
| 23    | GP van Qatar +Sprint *3               | George Russell   | Lando Norris     | Max Verstappen   | Red Bull Racing-Honda RBPT | Verslag | VER       | NOR    | 80         |
| 24    | GP van Abu Dhabi                      | Lando Norris     | Kevin Magnussen  | Lando Norris     | McLaren-Mercedes           | Verslag | VER       | NOR    | 63         |

*1 Max Verstappen won de Sprint van de Grand Prix van China, de Grand Prix van Miami, de Grand Prix van Oostenrijk en de Grand Prix van de Verenigde Staten.

*2 Lando Norris won de Sprint van de Grand Prix van São Paulo.

*3 Oscar Piastri won de Sprint van de Grand Prix van Qatar.

### Puntentelling
Punten worden toegekend aan de top tien geklasseerde coureurs, en 1 punt voor de coureur die de snelste ronde heeft gereden in de grand prix (mits geëindigd in de top tien en indien er minimaal 50% wedstrijdafstand is afgelegd door de leider van de race).
Tevens worden punten toegekend aan de top acht geklasseerde coureurs van de sprint.
| Positie    | 01e0 | 02e0 | 03e0 | 04e0 | 05e0 | 06e0 | 07e0 | 08e0 | 09e0 | 010e0 | 0S0 |
| Grand Prix | 25   | 18   | 15   | 12   | 10   | 8    | 6    | 4    | 2    | 1     | 1   |
| Sprint     | 8    | 7    | 6    | 5    | 4    | 3    | 2    | 1    |      |       |     |

### Klassement bij de coureurs
| Pos. | Nr.   | Coureur          | Grands Prix | Grands Prix | Grands Prix | Grands Prix | Grands Prix | Grands Prix | Grands Prix | Grands Prix | Grands Prix | Grands Prix | Grands Prix | Grands Prix | Grands Prix | Grands Prix | Grands Prix | Grands Prix | Grands Prix | Grands Prix | Grands Prix | Grands Prix | Grands Prix | Grands Prix | Grands Prix | Grands Prix | Punten |
| Pos. | Nr.   | Coureur          | BHR         | SAR         | AUS         | JPN         | CHN         | MIA         | EMI         | MON         | CAN         | SPA         | OOS         | GBR         | HON         | BEL         | NED         | ITA         | AZE         | SIN         | VST         | MXS         | SAP         | LSV         | QAT         | ABU         | Punten |
| ---- | ----- | ---------------- | ----------- | ----------- | ----------- | ----------- | ----------- | ----------- | ----------- | ----------- | ----------- | ----------- | ----------- | ----------- | ----------- | ----------- | ----------- | ----------- | ----------- | ----------- | ----------- | ----------- | ----------- | ----------- | ----------- | ----------- | ------ |
| 1    | 1     | Max Verstappen   | 1PS         | 1P          | DNFP        | 1PS         | 1P          | 12P         | 1P          | 6           | 1           | 1           | 15P         | 2           | 5           | 4           | 2           | 6           | 5           | 2           | 13          | 6           | 41S         | 5           | 81          | 6           | 437    |
| 2    | 4     | Lando Norris     | 6           | 8           | 3           | 5           | 62          | 1           | 2           | 4           | 2           | 2PS         | 320†        | 3           | 2P          | 5           | 1PS         | 3PS         | 4S          | 1P          | 34P         | 2           | 16P         | 6S          | 210S        | 1P          | 374    |
| 3    | 16    | Charles Leclerc  | 4           | 3S          | 2S          | 4           | 4           | 23          | 3           | 1P          | DNF         | 5           | 711         | 14          | 4           | 3P          | 3           | 1           | 2P          | 5           | 41          | 3S          | 35          | 4           | 52          | 3           | 356    |
| 4    | 81    | Oscar Piastri    | 8           | 4           | 4           | 8           | 78          | 613S        | 4           | 2           | 5           | 7           | 2           | 4           | 1           | 2           | 4           | 2           | 1           | 3           | 5           | 8           | 28          | 7           | 13          | 10          | 292    |
| 5    | 55    | Carlos Sainz jr. | 3           | WD          | 1           | 3           | 5           | 5           | 5           | 3           | DNF         | 6           | 53          | 5S          | 6           | 6           | 5           | 4           | 18†         | 7           | 2           | 1P          | 5DNF        | 3           | 46          | 2           | 290    |
| 6    | 63    | George Russell   | 5           | 6           | 17†         | 7           | 86          | 8           | 7S          | 5           | 3P          | 4           | 41          | DNFP        | 8S          | DSQ         | 7           | 7           | 3           | 4           | 56          | 5           | 64          | 1P          | 34P         | 5           | 245    |
| 7    | 44    | Lewis Hamilton   | 7           | 9           | DNF         | 9           | 29          | 6           | 6           | 7S          | 4S          | 3           | 64          | 1           | 3           | 1           | 8           | 5           | 9           | 6           | 6DNF        | 4           | 10          | 2           | 612         | 4           | 223    |
| 8    | 11    | Sergio Pérez     | 2           | 2           | 5           | 2           | 3           | 34          | 8           | DNF         | DNF         | 8           | 87          | 17          | 7           | 7S          | 6           | 8           | 17†         | 10          | 7           | 17          | 811         | 10          | DNF         | DNF         | 152    |
| 9    | 14    | Fernando Alonso  | 9           | 5           | 8           | 6           | 7S          | 9           | 19          | 11          | 6           | 12          | 18S         | 8           | 11          | 8           | 10          | 11          | 6           | 8           | 13          | DNF         | 14          | 11          | 7           | 9           | 70     |
| 10   | 10    | Pierre Gasly     | 18          | DNF         | 13          | 16          | 13          | 12          | 16          | 10          | 9           | 9           | 10          | DNS         | DNF         | 13          | 9           | 15          | 12          | 17          | 12          | 10          | 73          | DNF         | 5           | 7           | 42     |
| 11   | 27    | Nico Hülkenberg  | 16          | 10          | 9           | 11          | 10          | 711         | 11          | DNF         | 11          | 11          | 6           | 6           | 13          | 18          | 11          | 17          | 11          | 9           | 8           | 9           | DSQ         | 8           | 7DNF        | 8           | 41     |
| 12   | 22    | Yuki Tsunoda     | 14          | 15          | 7           | 10          | DNF         | 87          | 10          | 8           | 14          | 19          | 14          | 10          | 9           | 16          | 17          | DNF         | DNF         | 12          | 14          | DNF         | 7           | 9           | 13          | 12          | 30     |
| 13   | 18    | Lance Stroll     | 10          | DNF         | 6           | 12          | 15          | 17          | 9           | 14          | 7           | 14          | 13          | 7           | 10          | 11          | 13          | 19          | 19†         | 14          | 15          | 11          | DNS         | 15          | DNF         | 14          | 24     |
| 14   | 31    | Esteban Ocon     | 17          | 13          | 16          | 15          | 11          | 10          | 14          | DNF         | 10          | 10          | 12          | 16          | 18          | 9           | 15          | 14          | 15          | 13          | 18S         | 13          | 2           | 17          | DNF         |             | 23     |
| 15   | 20    | Kevin Magnussen  | 12          | 12          | 10          | 13          | 16          | 19          | 12          | DNF         | 12          | 17          | 8           | 12          | 15          | 14          | 18          | 10          |             | 19†         | 711         | 7           | WD          | 12          | 9           | 16S         | 16     |
| 16   | 23    | Alexander Albon  | 15          | 11          | 11          | DNF         | 12          | 18          | DNF         | 9           | DNF         | 18          | 15          | 9           | 14          | 12          | 14          | 9           | 7           | DNF         | 16          | DNF         | DNS         | DNF         | 15          | 11          | 12     |
| 17   | 3     | Daniel Ricciardo | 13          | 16          | 12          | DNF         | DNF         | 415         | 13          | 12          | 8           | 15          | 9           | 13          | 12          | 10          | 12          | 13          | 13          | 18S         |             |             |             |             |             |             | 12     |
| 18   | 38/50 | Oliver Bearman   |             | 7           |             |             |             |             |             |             |             |             |             |             |             |             |             |             | 10          |             |             |             | 12          |             |             |             | 7      |
| 19   | 43    | Franco Colapinto |             |             |             |             |             |             |             |             |             |             |             |             |             |             |             | 12          | 8           | 11          | 10          | 12          | DNF         | 14          | DNF         | DNF         | 5      |
| 20   | 24    | Zhou Guanyu      | 11          | 18          | 15          | DNF         | 14          | 14          | 15          | 16          | 15          | 13          | 17          | 18          | 19          | DNF         | 20          | 18          | 14          | 15          | 19          | 15          | 15          | 13          | 8           | 13          | 4      |
| 21   | 30    | Liam Lawson      |             |             |             |             |             |             |             |             |             |             |             |             |             |             |             |             |             |             | 9           | 16          | 9           | 16          | 14          | 17†         | 4      |
| 22   | 77    | Valtteri Bottas  | 19          | 17          | 14          | 14          | DNF         | 16          | 18          | 13          | 13          | 16          | 16          | 15          | 16          | 15          | 19          | 16          | 16          | 16          | 17          | 14          | 13          | 18          | 11          | DNF         | 0      |
| 23   | 2     | Logan Sargeant   | 20          | 14          | WD          | 17          | 17          | DNF         | 17          | 15          | DNF         | 20          | 19          | 11          | 17          | 17          | 16          |             |             |             |             |             |             |             |             |             | 0      |
| 24   | 61    | Jack Doohan      |             |             |             |             |             |             |             |             |             |             |             |             |             |             |             |             |             |             |             |             |             |             |             | 15          | 0      |
| Pos. | Nr.   | Coureur          | BHR         | SAR         | AUS         | JPN         | CHN         | MIA         | EMI         | MON         | CAN         | SPA         | OOS         | GBR         | HON         | BEL         | NED         | ITA         | AZE         | SIN         | VST         | MXS         | SAP         | LSV         | QAT         | ABU         | Punten |
| Pos. | Nr.   | Coureur          | Grands Prix |             |             |             |             |             |             |             |             |             |             |             |             |             |             |             |             |             |             |             |             |             |             |             | Punten |

| Resultaat                               |
| --------------------------------------- |
| Winnaar                                 |
| Tweede plaats                           |
| Derde plaats                            |
| Finish (Punten behaald)                 |
| Finish (Geen punten behaald)            |
| Niet geklasseerd (NC)                   |
| Uitgevallen (DNF)                       |
| Niet gekwalificeerd (DNQ)               |
| Gediskwalificeerd (DSQ)                 |
| Niet gestart (DNS)                      |
| Uitgesloten (EX)                        |
| Teruggetrokken (WD)                     |
| Niet deelgenomen (blanco cel)           |
| 1, 2, 3 Sprint positie (Punten behaald) |
| P Poleposition                          |
| S Snelste ronde                         |

Opmerking:

† — Coureur is niet gefinisht in de GP, maar heeft wel 90% van de race-afstand afgelegd, waardoor hij als geklasseerd genoteerd staat.

### Klassement bij de constructeurs
| Pos. | Constructeur                | Nr. | Grands Prix | Grands Prix | Grands Prix | Grands Prix | Grands Prix | Grands Prix | Grands Prix | Grands Prix | Grands Prix | Grands Prix | Grands Prix | Grands Prix | Grands Prix | Grands Prix | Grands Prix | Grands Prix | Grands Prix | Grands Prix | Grands Prix | Grands Prix | Grands Prix | Grands Prix | Grands Prix | Grands Prix | Punten |
| Pos. | Constructeur                | Nr. | BHR         | SAR         | AUS         | JPN         | CHN         | MIA         | EMI         | MON         | CAN         | SPA         | OOS         | GBR         | HON         | BEL         | NED         | ITA         | AZE         | SIN         | VST         | MXS         | SAP         | LSV         | QAT         | ABU         | Punten |
| ---- | --------------------------- | --- | ----------- | ----------- | ----------- | ----------- | ----------- | ----------- | ----------- | ----------- | ----------- | ----------- | ----------- | ----------- | ----------- | ----------- | ----------- | ----------- | ----------- | ----------- | ----------- | ----------- | ----------- | ----------- | ----------- | ----------- | ------ |
| 1    | McLaren-Mercedes            | 4   | 6           | 8           | 3           | 5           | 62          | 1           | 2           | 4           | 2           | 2PS         | 320†        | 3           | 2P          | 5           | 1PS         | 3PS         | 4S          | 1P          | 34P         | 2           | 16P         | 6S          | 210S        | 1P          | 666    |
| 1    | McLaren-Mercedes            | 81  | 8           | 4           | 4           | 8           | 78          | 613S        | 4           | 2           | 5           | 7           | 2           | 4           | 1           | 2           | 4           | 2           | 1           | 3           | 5           | 8           | 28          | 7           | 13          | 10          | 666    |
| 2    | Ferrari                     | 16  | 4           | 3S          | 2S          | 4           | 4           | 23          | 3           | 1P          | DNF         | 5           | 711         | 14          | 4           | 3P          | 3           | 1           | 2P          | 5           | 41          | 3S          | 35          | 4           | 52          | 3           | 652    |
| 2    | Ferrari                     | 55  | 3           | WD          | 1           | 3           | 5           | 5           | 5           | 3           | DNF         | 6           | 53          | 5S          | 6           | 6           | 5           | 4           | 18†         | 7           | 2           | 1P          | 5DNF        | 3           | 46          | 2           | 652    |
| 2    | Ferrari                     | 38  |             | 7           |             |             |             |             |             |             |             |             |             |             |             |             |             |             |             |             |             |             |             |             |             |             | 652    |
| 3    | Red Bull Racing- Honda RBPT | 1   | 1PS         | 1P          | DNFP        | 1PS         | 1P          | 12P         | 1P          | 6           | 1           | 1           | 15P         | 2           | 5           | 4           | 2           | 6           | 5           | 2           | 13          | 6           | 41S         | 5           | 81          | 6           | 589    |
| 3    | Red Bull Racing- Honda RBPT | 11  | 2           | 2           | 5           | 2           | 3           | 34          | 8           | DNF         | DNF         | 8           | 87          | 17          | 7           | 7S          | 6           | 8           | 17†         | 10          | 7           | 17          | 811         | 10          | DNF         | DNF         | 589    |
| 4    | Mercedes                    | 44  | 7           | 9           | DNF         | 9           | 29          | 6           | 6           | 7S          | 4S          | 3           | 64          | 1           | 3           | 1           | 8           | 5           | 9           | 6           | 6DNF        | 4           | 10          | 2           | 612         | 4           | 468    |
| 4    | Mercedes                    | 63  | 5           | 6           | 17†         | 7           | 86          | 8           | 7S          | 5           | 3P          | 4           | 41          | DNFP        | 8S          | DSQ         | 7           | 7           | 3           | 4           | 56          | 5           | 64          | 1P          | 34P         | 5           | 468    |
| 5    | Aston Martin- Mercedes      | 14  | 9           | 5           | 8           | 6           | 7S          | 9           | 19          | 11          | 6           | 12          | 18S         | 8           | 11          | 8           | 10          | 11          | 6           | 8           | 13          | DNF         | 14          | 11          | 7           | 9           | 94     |
| 5    | Aston Martin- Mercedes      | 18  | 10          | DNF         | 6           | 12          | 15          | 17          | 9           | 14          | 7           | 14          | 13          | 7           | 10          | 11          | 13          | 19          | 19†         | 14          | 15          | 11          | DNS         | 15          | DNF         | 14          | 94     |
| 6    | Alpine-Renault              | 10  | 18          | DNF         | 13          | 16          | 13          | 12          | 16          | 10          | 9           | 9           | 10          | DNS         | DNF         | 13          | 9           | 15          | 12          | 17          | 12          | 10          | 73          | DNF         | 5           | 7           | 65     |
| 6    | Alpine-Renault              | 31  | 17          | 13          | 16          | 15          | 11          | 10          | 14          | DNF         | 10          | 10          | 12          | 16          | 18          | 9           | 15          | 14          | 15          | 13          | 18S         | 13          | 2           | 17          | DNF         |             | 65     |
| 6    | Alpine-Renault              | 61  |             |             |             |             |             |             |             |             |             |             |             |             |             |             |             |             |             |             |             |             |             |             |             | 15          | 65     |
| 7    | Haas-Ferrari                | 20  | 12          | 12          | 10          | 13          | 16          | 19          | 12          | DNF         | 12          | 17          | 8           | 12          | 15          | 14          | 18          | 10          |             | 19†         | 711         | 7           | WD          | 12          | 9           | 16S         | 58     |
| 7    | Haas-Ferrari                | 27  | 16          | 10          | 9           | 11          | 10          | 711         | 11          | DNF         | 11          | 11          | 6           | 6           | 13          | 18          | 11          | 17          | 11          | 9           | 8           | 9           | DSQ         | 8           | 7DNF        | 8           | 58     |
| 7    | Haas-Ferrari                | 50  |             |             |             |             |             |             |             |             |             |             |             |             |             |             |             |             | 10          |             |             |             | 12          |             |             |             | 58     |
| 8    | RB-Honda RBPT               | 3   | 13          | 16          | 12          | DNF         | DNF         | 415         | 13          | 12          | 8           | 15          | 9           | 13          | 12          | 10          | 12          | 13          | 13          | 18S         |             |             |             |             |             |             | 46     |
| 8    | RB-Honda RBPT               | 22  | 14          | 15          | 7           | 10          | DNF         | 87          | 10          | 8           | 14          | 19          | 14          | 10          | 9           | 16          | 17          | DNF         | DNF         | 12          | 14          | DNF         | 7           | 9           | 13          | 12          | 46     |
| 8    | RB-Honda RBPT               | 30  |             |             |             |             |             |             |             |             |             |             |             |             |             |             |             |             |             |             | 9           | 16          | 9           | 16          | 14          | 17†         | 46     |
| 9    | Williams-Mercedes           | 2   | 20          | 14          | WD          | 17          | 17          | DNF         | 17          | 15          | DNF         | 20          | 19          | 11          | 17          | 17          | 16          |             |             |             |             |             |             |             |             |             | 17     |
| 9    | Williams-Mercedes           | 23  | 15          | 11          | 11          | DNF         | 12          | 18          | DNF         | 9           | DNF         | 18          | 15          | 9           | 14          | 12          | 14          | 9           | 7           | DNF         | 16          | DNF         | DNS         | DNF         | 15          | 11          | 17     |
| 9    | Williams-Mercedes           | 43  |             |             |             |             |             |             |             |             |             |             |             |             |             |             |             | 12          | 8           | 11          | 10          | 12          | DNF         | 14          | DNF         | DNF         | 17     |
| 10   | Kick Sauber-Ferrari         | 24  | 11          | 18          | 15          | DNF         | 14          | 14          | 15          | 16          | 15          | 13          | 17          | 18          | 19          | DNF         | 20          | 18          | 14          | 15          | 19          | 15          | 15          | 13          | 8           | 13          | 4      |
| 10   | Kick Sauber-Ferrari         | 77  | 19          | 17          | 14          | 14          | DNF         | 16          | 18          | 13          | 13          | 16          | 16          | 15          | 16          | 15          | 19          | 16          | 16          | 16          | 17          | 14          | 13          | 18          | 11          | DNF         | 4      |
| Pos. | Constructeur                | Nr. | BHR         | SAR         | AUS         | JPN         | CHN         | MIA         | EMI         | MON         | CAN         | SPA         | OOS         | GBR         | HON         | BEL         | NED         | ITA         | AZE         | SIN         | VST         | MXS         | SAP         | LSV         | QAT         | ABU         | Punten |
| Pos. | Constructeur                | Nr. | Grands Prix |             |             |             |             |             |             |             |             |             |             |             |             |             |             |             |             |             |             |             |             |             |             |             | Punten |

| Resultaat                               |
| --------------------------------------- |
| Winnaar                                 |
| Tweede plaats                           |
| Derde plaats                            |
| Finish (Punten behaald)                 |
| Finish (Geen punten behaald)            |
| Niet geklasseerd (NC)                   |
| Uitgevallen (DNF)                       |
| Niet gekwalificeerd (DNQ)               |
| Gediskwalificeerd (DSQ)                 |
| Niet gestart (DNS)                      |
| Uitgesloten (EX)                        |
| Teruggetrokken (WD)                     |
| Niet deelgenomen (blanco cel)           |
| 1, 2, 3 Sprint positie (Punten behaald) |
| P Poleposition                          |
| S Snelste ronde                         |

Opmerkingen:

† — Coureur is niet gefinisht in de GP, maar heeft wel 90% van de race-afstand afgelegd, waardoor hij als geklasseerd genoteerd staat.
1950 · 1951 · 1952 · 1953 · 1954 · 1955 · 1956 · 1957 · 1958 · 1959 · 1960 · 1961 · 1962 · 1963 · 1964 · 1965 · 1966 · 1967 · 1968 · 1969 · 1970 · 1971 · 1972 · 1973 · 1974 · 1975 · 1976 · 1977 · 1978 · 1979 · 1980 · 1981 · 1982 · 1983 · 1984 · 1985 · 1986 · 1987 · 1988 · 1989 · 1990 · 1991 · 1992 · 1993 · 1994 · 1995 · 1996 · 1997 · 1998 · 1999 · 2000 · 2001 · 2002 · 2003 · 2004 · 2005 · 2006 · 2007 · 2008 · 2009 · 2010 · 2011 · 2012 · 2013 · 2014 · 2015 · 2016 · 2017 · 2018 · 2019 · 2020 · 2021 · 2022 · 2023 · 2024 · 2025 · 2026 
 Lijst van Formule 1 Grand Prix-wedstrijden